# Bahnhof Budwity
Der Bahnhof Budwity (deutsch Bauditten) war ein Bahnhof an der am 1. September 1893 eröffneten Bahnstrecke Małdyty–Malbork (Maldeuten–Marienburg) in Ostpreußen. Er besaß ab etwa 1925 ein Empfangsgebäude, das als „Kaiserpavillon“ bezeichnet wurde und zuvor in Prökelwitz stand.
Die Bahnstation, die betrieblich 1938 ein mit einem Agenten besetzter Haltepunkt war, wurde zu deutscher Zeit als Ebenhöh (Ostpr) bezeichnet. Sie liegt in der Kleinsiedlung Gumniska-Małe (früher deutsch Klein Ruppertswalde).

## Geschichte

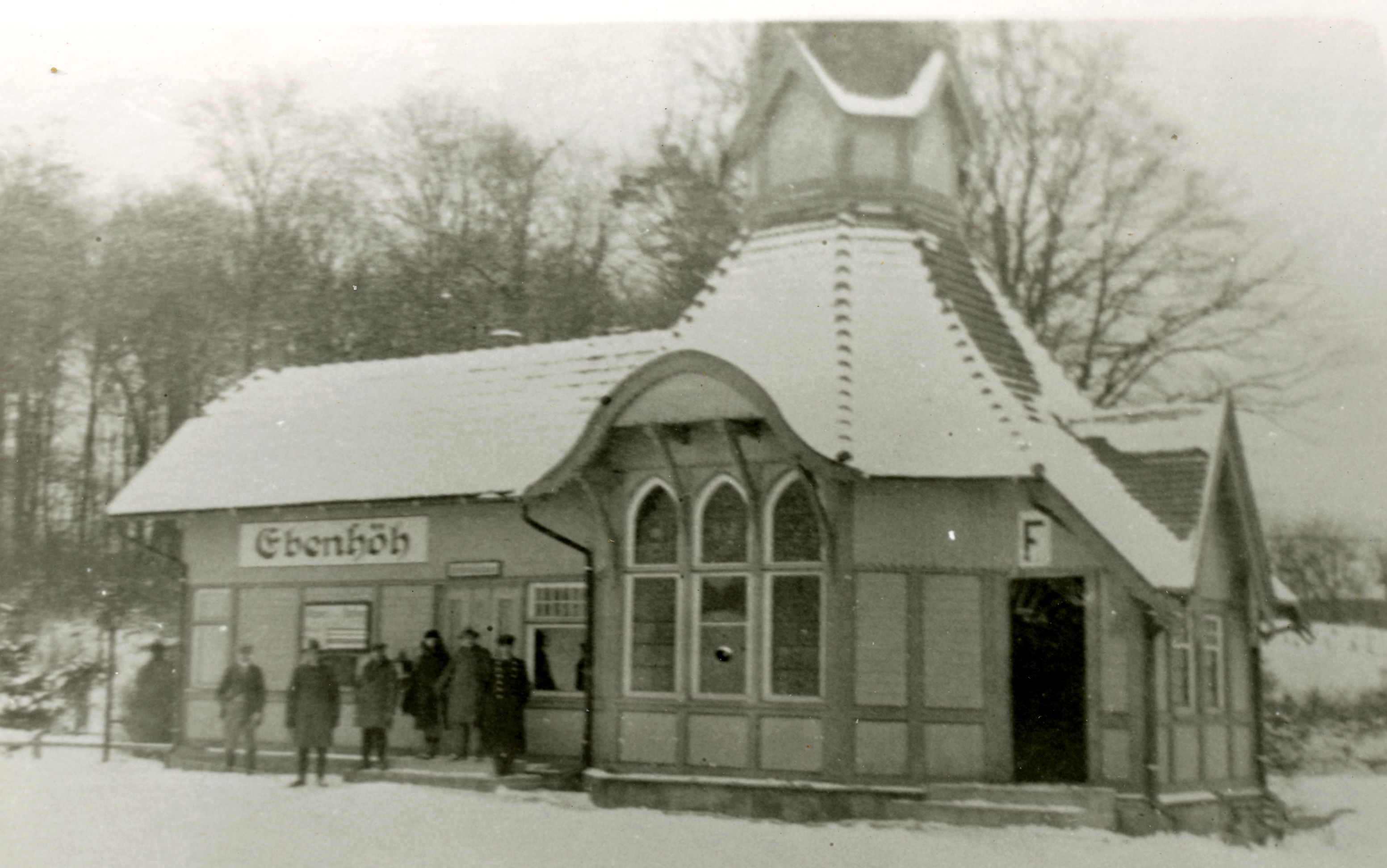
Ebenhöh (Ostpreußen) – Bahnhof im Winter zwischen 1920 und 1930

Ursprünglich wurde der „Kaiserpavillon“ in Prökelwitz (polnisch Prakwice) im Zusammenhang mit der Jagdleidenschaft des deutschen Kaisers Wilhelm II. an der Bahnstrecke zwischen Maldeuten und Marienburg gebaut.
Nach dem Ende der Monarchie wurde der Haltepunkt Prökelwitz als Personenhalt 1918 aufgelöst und der „Kaiserpavillon“ nach Bauditten umgesetzt, wo er seither steht.
Das hölzerne Bauwerk wurde komplett ab- und am heutigen Standort etwa 1925 wieder aufgebaut. Dabei und später wurden Umbauten vorgenommen, die das ursprüngliche Erscheinungsbild des „Kaiserpavillons“ veränderten.
Während der Zwischenkriegszeit wurde der Bahnhof zwischen den 1920er- und 1930er-Jahren modernisiert. Nach der strategischen Bedeutung der Eisenbahnstrecken im Zweiten Weltkrieg wurde die Strecke Małdyty–Malbork 1945 von den Sowjets demontiert.

## Nach dem Zweiten Weltkrieg
Ab dem 8. Mai 1945 bis zum 16. Juli 1947 hieß der Ort Bałdyty und wurde dann in Budwity geändert. Ab 1948 war die Bahnstation mit dem Namen Budwity im Kursbuch der polnischen Staatsbahn PKP verzeichnet.
1949 wurde die Strecke wiedererrichtet, auf der nie mehr als vier Zugpaare täglich verkehrten. Das Nebengebäude bewohnten danach Eisenbahnerfamilien. In den 1950er-Jahren wurde der Bahnhof zu Wohnzwecken umgebaut. Später verschlechterte sich dessen Zustand. 1989 wurde die Wirtschaftlichkeit der Strecke betrachtet, die schon jahrelang Verluste einbrachte. Nach der Einstellung des Güterverkehrs enthielten die letzten Fahrpläne ab 1997 nur noch zwei Zugpaare. Ende 1999 wurde der Personenverkehr eingestellt und der Bahnhof geschlossen.
Am 26. April 2004 fiel die Entscheidung, die Strecke endgültig stillzulegen. Entgegen der sonst in Polen oft geübten Praxis, die Gleise von stillgelegten Strecken liegen zu lassen, wurden diese 2008 entfernt.
Das Gebäude blieb nicht von Plünderern verschont. Die gesamte Inneneinrichtung wurde gestohlen, verschiedene Zerstörungen fanden statt. Die Fenster wurden zugenagelt und mehrere Jahre stand der Bahnhof zum Verkauf. Er ist nunmehr in Privatbesitz.
Von der Bahnsteigseite betrachtet – von Norden – war unter dem Turm ein Erker mit einem dreifachen Fenster. Dieser Erker wurde bei der nunmehrigen Renovierung in moderner Bauweise mit neuen Fenstern ersetzt, dort befindet sich auch die Heizung des Gebäudes.
Anfang 2018 begannen die Instandsetzungsarbeiten des Bahnhofes, die Mitte des Jahres beendet waren. An den Bahnbetrieb erinnern die vorhandene Bahnsteigkante außerhalb des Grundstückes, eine nicht mehr betriebsbereite Bogenlampe mit Betonmast mitten im Garten und die kleine Bahnbrücke, unter der die einzige Zufahrt zum Bahnhof, dem ehemaligen Ladehof und den noch vorhandenen und bewohnten Nebengebäuden hindurchführt.